# Wettergott von Zippalanda
Der Wettergott von Zippalanda ist eine hethitische Wettergottheit, die ihren Hauptverehrungsort in der hethitischen Stadt Zippalanda hatte.

## Namen
Als sein Name wird meist Wašezzil angenommen, das auch als Wašezzili belegt ist. Daneben hat der Wettergott von Zippalanda mehrere Beinamen, etwa Ziplantil, das den hattischen Maskulinmarker -il enthält und als „der aus Zippalanda“ gedeutet werden kann, und Wašezzašu.

## Aufgaben
Wettergötter waren im alten Anatolien die Herren des Himmels und der Berge. Sie schickten Donner, Blitz, Wolken und Regen ebenso wie Stürme. Auch der Wettergott von Zippalanda wurde als Regenspender verehrt. Er war ein Wettergott der jüngeren Generation, der auch als Vegetationsgottheit diente. Zudem galt Wašezzili als „Löwe“ unter den Göttern, also als göttlicher Held.
Ein in Kayalıpınar, dem hethitischen Šamuḫa, gefundener Keilschrifttext (Kp 15/45a) beschreibt die Statue des Wettergottes als ein auf zwei Bergen stehender Stier.

## Familie
Im offiziellen Staatspantheon galt der Wettergott von Zippalanda als Sohn des Wettergottes von Ḫatti und der Sonnengöttin von Arinna. Als Sohn der Sonnengöttin von Arinna konnte er als göttlicher Fürsprecher bei seiner Mutter wirken. Allerdings galt er in seiner Kultstadt Zippalanda nicht als Sohn des obersten hethitischen Götterpaares, sondern als Sohn des Wettergottes des Himmels und der Sonnengöttin der Erde. Gemeinsam mit dem Wettergott des Himmels bildete der Wettergott von Zippalanda dort eine Dyade. Auch galt Wašezzili als untrennbarer Gefährte des Wettergottes. Als Gefährtin des Wettergottes von Zippalanda galt die Göttin Anzili oder Enzili, die in hethitischen Geburtsritualen eine Rolle spielte. Allerdings galt sie auch als Gefährtin des Wettergottes von Šarišša.